# 吉岡美賀子
吉岡 美賀子（よしおか みかこ、1970年5月14日 - ）は、神戸松蔭女子学院大学の非常勤講師、元関西テレビ放送アナウンサー。
大阪府高石市出身。
神戸松蔭女子学院大学を卒業後、1993年関西テレビに入社。1997年9月に退社。
二児の母でもある。

## アナウンサー時代の担当番組
- アタック600（お天気キャスター）
- 痛快!エブリデイ
- アタック ザ・ヒューマン（スポーツキャスター）ほか

## フリー後の担当番組
- 昼ショップ 買物検討使（放送開始から産休まで担当）

## 著書
- 大阪どんぶり勘定-こんなんです、大阪は- （勁文社刊） 藤岡由佳と共著